# آرکتیکا (یخ‌شکن)
آرکتیکا (یخ‌شکن) (به انگلیسی: Arktika (icebreaker)) یک کشتی است که طول آن ۱۴۷٫۹ متر (۴۸۵ فوت) می‌باشد. این کشتی در سال ۱۹۷۲ ساخته شد.